# CLIC6
CLIC6‏ (Chloride intracellular channel 6) هوَ بروتين يُشَفر بواسطة جين CLIC6 في الإنسان.